# Utah Jazz 1988-1989
La stagione 1988-89 degli Utah Jazz fu la 15ª nella NBA per la franchigia.
Gli Utah Jazz vinsero la Midwest Division della Western Conference con un record di 51-31. Nei play-off persero al primo turno con i Golden State Warriors (3-0).

## Roster
| N° | Naz.                   | Ruolo | Sportivo         | Anno | Alt. | Peso |
| -- | ---------------------- | ----- | ---------------- | ---- | ---- | ---- |
| 11 | Stati Uniti (bandiera) | G     | Bart Kofoed      | 1964 | 193  | 95   |
| 20 | Stati Uniti (bandiera) | G     | Bob Hansen       | 1961 | 198  | 86   |
| 12 | Stati Uniti (bandiera) | G     | John Stockton    | 1962 | 185  | 77   |
| 22 | Stati Uniti (bandiera) | A     | Eric White       | 1965 | 203  | 91   |
| 25 | Stati Uniti (bandiera) | G     | Jim Les          | 1963 | 180  | 75   |
| 30 | Stati Uniti (bandiera) | G     | Jim Farmer       | 1964 | 193  | 86   |
| 32 | Stati Uniti (bandiera) | A     | Karl Malone      | 1963 | 206  | 113  |
| 33 | Stati Uniti (bandiera) | A     | Scott Roth       | 1963 | 203  | 96   |
| 35 | Stati Uniti (bandiera) | G     | Darrell Griffith | 1958 | 193  | 86   |
| 40 | Stati Uniti (bandiera) | AC    | Mike Brown       | 1963 | 206  | 117  |
| 41 | Stati Uniti (bandiera) | AC    | Thurl Bailey     | 1961 | 211  | 98   |
| 43 | Stati Uniti (bandiera) | A     | Marc Iavaroni    | 1956 | 203  | 95   |
| 44 | Porto Rico (bandiera)  | A     | Piculín Ortiz    | 1963 | 208  | 102  |
| 45 | Stati Uniti (bandiera) | AC    | Eric Leckner     | 1966 | 211  | 120  |
| 53 | Stati Uniti (bandiera) | C     | Mark Eaton       | 1957 | 224  | 125  |

## Staff tecnico
- Allenatori: Frank Layden (11-6) (fino all'8 dicembre)[1], Jerry Sloan (40-25)
- Vice-allenatori: Jerry Sloan (fino all'8 dicembre), Scott Layden, Phil Johnson (dall'11 dicembre)